# Harrisia taetra
Harrisia taetra är en kaktusväxtart som beskrevs av Areces. Harrisia taetra ingår i släktet Harrisia och familjen kaktusväxter. Inga underarter finns listade i Catalogue of Life.